# كليبر (لاعب كرة قدم مواليد 1982)
كليبر (بالبرتغالية: Cléber Ferreira Manttuy‏) هو لاعب كرة قدم برازيلي في مركز الدفاع، ولد في 24 مارس 1982 في ساو باولو في البرازيل. لعب مع أكاديميكا كويمبرا ونادي تريزه.

## وصلات خارجية
- كليبر (لاعب كرة قدم مواليد 1982) على موقع قاعدة بيانات كرة القدم.إي يو (الإنجليزية)
- كليبر (لاعب كرة قدم مواليد 1982) على موقع Soccerway.com (الإنجليزية)